# 那不勒斯王国 (1806年—1815年)
那不勒斯王國（法語：Royaume de Naples）是一個建立在亞平寧半島的法国附庸国，因為成立於1806年，又誕生於拿破崙時期，故又稱為“拿破崙那不勒斯”（英語：Napoleonic Naples）。

## 君主列表
- 朱塞佩一世（1806-1808）
- 焦阿基诺一世（1808-1815）